# The Priests (Film)
The Priests ist der Debütfilm des südkoreanischen Regisseur Jang Jae-hyun aus dem Jahr 2015. Der Film basiert auf Jangs mit Kurzfilm 12th Assistant Deacon, der 2014 auf dem Mise-en-scène Short Film Festival als bester Film ausgezeichnet wurde.

## Handlung
Gesandte Rosenkreuzer des Vatikans führen in Seoul einen Exorzismus durch. Nachdem sie den Dämonen in einem Tier bannen können, eilen sie mit dem Tier im Auto und fahren dabei ein Mädchen an. Sie fahren weiter, doch kurz danach wird das Auto in einem schweren Verkehrsunfall verwickelt und nur das Tier überlebt.
Das Mädchen, das angefahren wurde, scheint nun von dem Dämonen besessen zu sein und überlebt, als es sich umbringen möchte. Der erfahrene Priester Kim und der Diakon Choi wollen erneut einen Exorzismus durchführen und beschaffen dafür die notwendigen Dinge, u. a. ein Ferkel, in dem der Dämon gebannt werden soll. Der erste Versuch schlägt fehl und Diakon Choi flüchtet verängstigt. Jedoch kehrt er zurück und sie versuchen es erneut, gegen den Willen der Eltern, die die Polizei rufen. Diesmal gelingt die Austreibung, doch das Mädchen Yeong-sin verstirbt. Kurz darauf kommt die Polizei und stellt den Tod fest, weshalb sie die Priester festnehmen will. Jedoch kann Diakon Choi mit dem Ferkel entkommen, da sich der Dämon darin heftig wehrt und das Licht ausfallen lässt. So flüchtet er aus Myeong-dong und will das Ferkel bei der nächstgelegenen Brücke in den Han-gang werfen. Der Priester sagte ihm jedoch zuvor, wenn er es nicht rechtzeitig schaffe, werde die letzte Person, mit der Dämon Kontakt hatte, der neue „Wirt“. Er stürzt sich deshalb mit dem Ferkel von der Brücke. Am Schluss ist zu sehen, wie Choi am Ufer aus dem Wasser steigt und wie sich die Hand der totgeglaubten Yeong-sin plötzlich bewegt, nachdem die Mutter diese hält.

## Rezeption

### Einspielergebnis
The Priests hatte in Südkorea über 5,4 Millionen Kinobesucher.

### Auszeichnungen
- Chunsa Film Art Award 2016 für Park So-dam als beste neue Schauspielerin[3]